# 青木純一
青木 純一 （あおき じゅんいち、1964年3月 - ）は、日本の文芸評論家。元立教大学文学部特任教授。

## 経歴
兵庫県生まれ。1986年早稲田大学第一文学部フランス文学科卒業。2000年同大学院哲学専攻博士課程単位取得修了、「ニーチェ研究 ディオニュソス的なものと永遠回帰」で文学博士。2001年「法の執行停止 森鷗外の歴史小説」で第44回群像新人文学賞評論部門当選。2008年『文學界』新人小説月評担当。2010年中国・廈門大学外文学院日本語言文系助理教授。2012年立教大学文学部特任教授。

## 著書
- 『三島由紀夫 小説家の問題』原書房 2014